# Knut Kolsrud
Knut Kolsrud, född den 11 september 1916 i Kristiania (nuvarande Oslo), död den 15 december 1989 i Spanien, var en norsk etnolog. Han var son till filologen Sigurd Kolsrud, brorson till professorn i teologi och kyrkohistorikern Oluf Kolsrud samt bror till professorn i teoretisk fysik Marius Kolsrud.
Kolsrud blev dr. philos. 1951, med avhandlingen Finnefolket i Ofoten, och utnämndes till professor i etnologi vid Universitetet i Oslo 1960. Han var prorektor vid universitetet från 1973 till 1976 och blev emeritus 1986.